# Zoopage tryphera
Zoopage tryphera är en svampart som beskrevs av Drechsler 1937. Zoopage tryphera ingår i släktet Zoopage och familjen Zoopagaceae.   Inga underarter finns listade i Catalogue of Life.